# Cornelia Aletta van Hulst

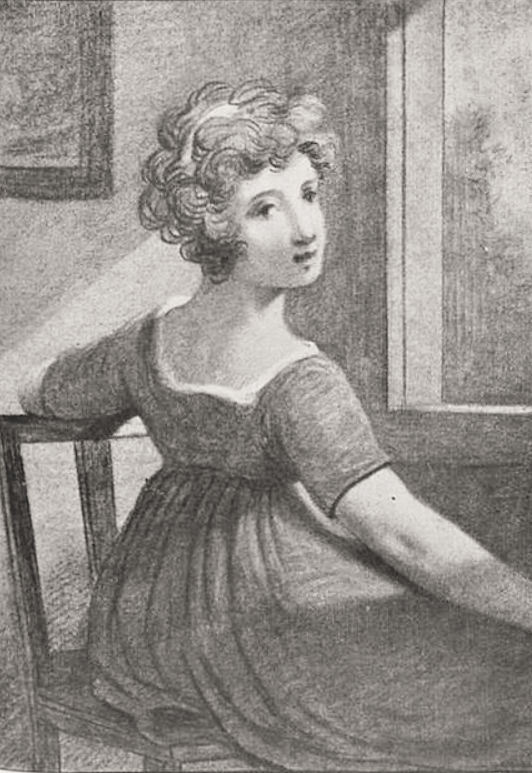
Porträt von Cornelia Aletta van Hulst, gezeichnet von ihrem Großvater Jurriaan Andriessen

Cornelia Aletta van Hulst (* 19. Januar 1797 in Amsterdam; † 7. November 1870 ebenda) war eine niederländische Malerin.

## Leben und Werk

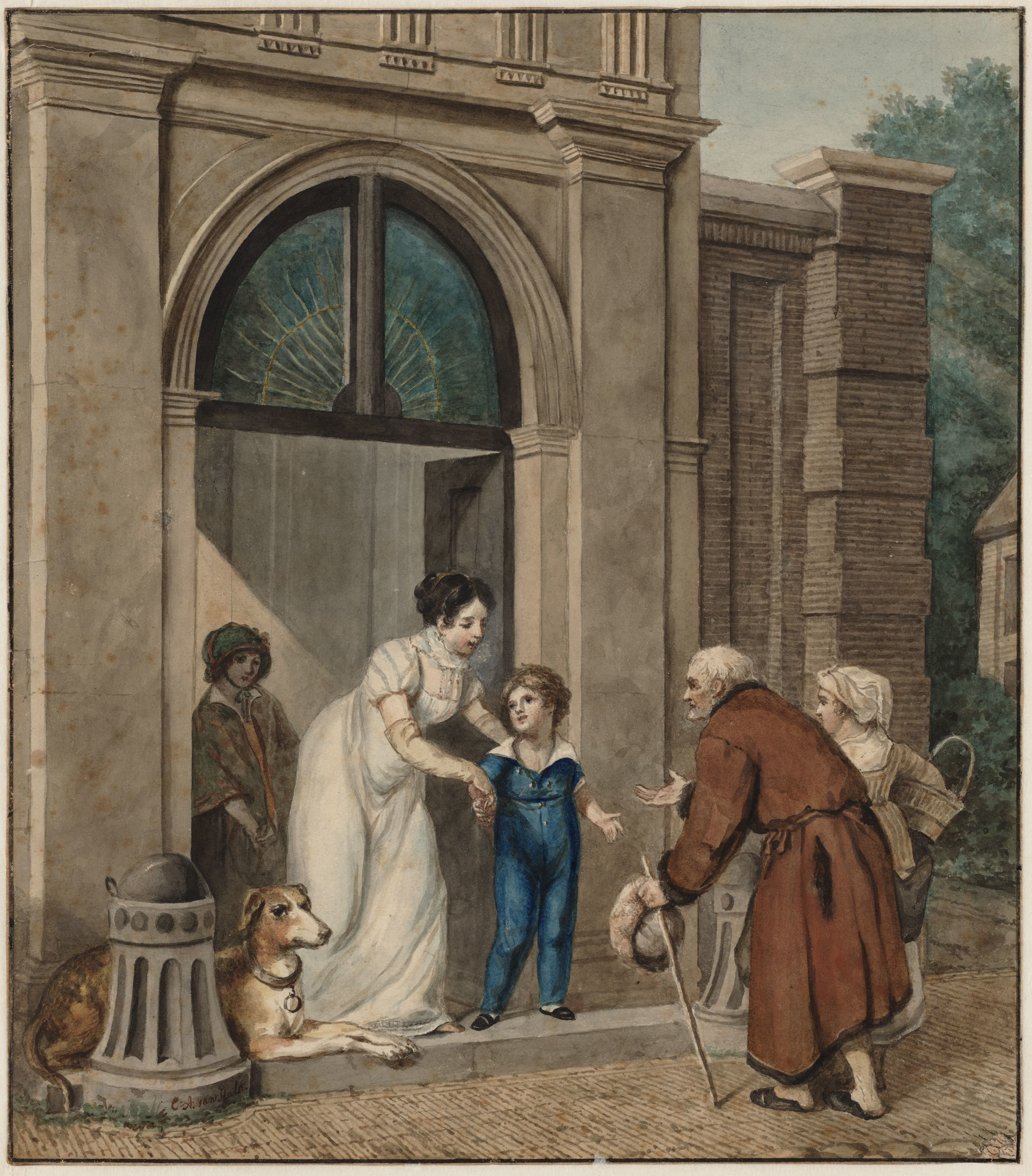
Bettelndes Paar am Eingang eines monumentalen Gebäudes

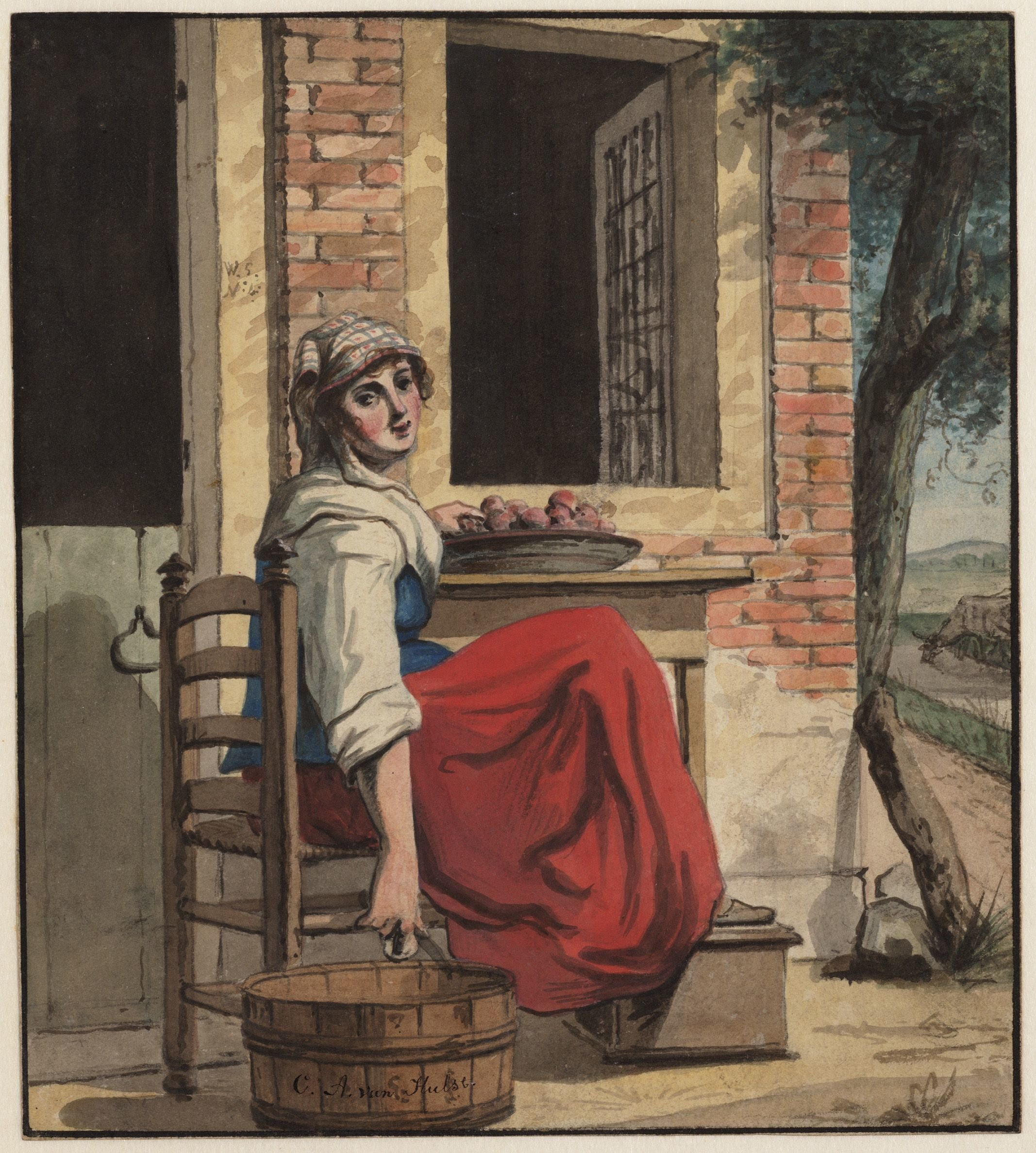
Eine junge Frau schält Kartoffeln

Cornelia Aletta van Hulst wurde am 19. Januar 1797 in Amsterdam geboren. Ihr Vater war der Buchhändler Coenraad van Hulst (1774–1844), ihre Mutter Dorothea Andriessen (* 1776). Sie hatte eine Schwester Joanna Christina, die als Kind starb. Cornelia Aletta war die Enkeltochter des Malers Jurriaan Andriessen, der sie auch ausbildete. Später arbeitete sie im Familienatelier mit und half bei der Anfertigung von Gemälden. Sie zeichnete wahrscheinlich als Hobby und konzentrierte sich hauptsächlich auf das Malen von Landschaften. Auch ihr Onkel Anthonie Andriessen war Maler.
Im Jahr 1818 heiratete Cornelia Aletta van Hulst den Arzt und Maler Willem Baarslag, mit dem sie den Sohn Coenraad Baarslag (1823–1899) hatte, der ebenfalls Buchhändler wurde. Auch Baarslag wurde von Jurriaan Andriessen im Zeichnen unterrichtet.
Im Jahr 1818 nahm Van Hulst mit zwei arkadischen Landschaftszeichnungen an einer Tentoonstelling van Levende Meesters in Amsterdam teil.in Amsterdam.
Cornelia Aletta van Hulst starb am 7. November 1870 in Amsterdam.